# Nagyvirágú kaffernőszirom
A nagyvirágú kaffernőszirom (Dietes grandiflora) a nősziromfélék (Iridaceae) családjába sorolt kaffernőszirom (Dietes) növénynemzetség egyik faja.

## Származása, elterjedése
Dél-Afrikából származik, de mára sokfelé ültetik.

## Megjelenése, felépítése
Mintegy méter magasra növő, csomós tövű, rizómás lágyszárú. Elágazó szárain lapos, íriszszerű, halvány- vagy világossárga virágok nőnek. Egy-egy virág csak néhány napig nyílik, de a virágzás hosszan tart.
Hosszú, ívelt, sötétzöld levelei a hasonló küllemű kétlaki kaffernősziroménál (Dietes bicolor) szélesebbek. Kihajló szirmú, közel 10 cm átmérőjű, fehér virágain a külső lepelleveleket azok tövétől középen előrenyúló sárga vagy barna folt díszíti.

## Életmódja, termőhelye
Örökzöld évelő, nyáron virágzik. Optimális tőtávolsága 30–60 cm.
Eredetileg erdei növény, de kertekbe is jól ültethető, mert nagyon tűrőképes: szinte bármilyen talajon megél, a tűző napot és az árnyékot is jól viseli.

## Felhasználása
Jól ismert kerti dísznövény.